# Rhinobothryum
Rhinobothryum é uma gênero de cobras da família Colubridae.

## Espécies
- Rhinobothryum bovallii Andersson, 1916
- Rhinobothryum lentiginosum (Scopoli, 1785)